# Erwin Oberländer
Erwin Oberländer (* 19. März 1937 in Königsberg) ist ein deutscher Osteuropahistoriker und pensionierter Universitätsprofessor.

## Leben
Erwin Oberländer wurde 1937 als Sohn des Agrarwissenschaftlers, Politikers und Ostforschers Theodor Oberländer in Preußen geboren. Er studierte ab 1956 Geschichte und Slawistik an den Universitäten München, Wien und Köln. In Köln wurde er 1963 bei Günther Stökl mit einer Schrift zum Thema Tolstoj und die revolutionäre Bewegung zum Dr. phil. promoviert. Von 1963 bis 1974 war er Wissenschaftlicher Referent am Bundesinstitut für ostwissenschaftliche und internationale Studien in Köln. 1972 wurde er in Köln habilitiert und 1973 wurde er zum außerplanmäßigen Professor der Universität Köln ernannt. In den Jahren 1974 und 1975 war Oberländer Wissenschaftlicher Oberrat im Bundesministerium des Innern.
Im Jahr 1975 berief ihn die Westfälische Wilhelms-Universität Münster zum Professor für Neuere und Neueste Geschichte Ost- und Südosteuropas. 1985 wurde der in Bonn lebende Historiker Professor für Osteuropäische Geschichte und Leiter des Instituts für Osteuropäische Geschichte an der Johannes Gutenberg-Universität Mainz. 2002 wurde er emeritiert.
Oberländer ist mit der Geschichtswissenschaft Lettlands und Rigas verbunden und ist dort Mitherausgeber verschiedener historischer Zeitschriften.

## Auszeichnungen
- 1993: Ehrendoktor der Universität Lettlands in Riga
- 2008: Wahl zum Mitglied der Lettischen Akademie der Wissenschaften

## Schriften (Auswahl)
- 1965: Tolstoj und die revolutionäre Bewegung. Pustet, München/Salzburg/Wien.
- 1967: Sowjetpatriotismus und Geschichte. Dokumentation (= Dokumente zum Studium des Kommunismus. Band 4). Verlag Wissenschaft und Politik, Köln.
- 1967: mit Frits Kool: Arbeiterdemokratie oder Parteidiktatur? (= Dokumente der Weltrevolution. Band 2). Walter, Olten/Freiburg im Breisgau.
- 1971: Zur Antizionismuskampagne in der UdSSR. Bundesinstitut für Ostforschung und Internationale Studien, Köln.
- 1972: Der Anarchismus. Zur Theorie und Praxis der herrschaftslosen Gesellschaft (= Dokumente der Weltrevolution. Band 4). Walter, Olten/Freiburg im Breisgau, ISBN 3-530-16784-3.
- 1976: Die Ukrainische Sozialistische Sowjetrepublik 1969. Bundesinstitut für Ostforschung und Internationale Studien, Köln.

Sammelbände:
- 1970: mit George Katkov, Nikolaus Poppe und Georg von Rauch: Rußlands Aufbruch ins Jahrhundert. Politik – Gesellschaft – Kultur 1894–1917. Walter-Verlag, Olten/Freiburg.
- 1989: Hitler-Stalin-Pakt 1939. Das Ende Ostmitteleuropas? Fischer-Taschenbuch-Verlag, Frankfurt am Main, ISBN 3-596-24434-X.
- 1991: Geschichte Osteuropas. Zur Entwicklung einer historischen Disziplin in Deutschland, Österreich und der Schweiz 1945–1990 (= Quellen und Studien zur Geschichte des östlichen Europa. Band 35). Steiner, Stuttgart, ISBN 3-515-06024-3.
- 1993: Genossenschaften in Osteuropa – Alternative zur Planwirtschaft? Deutscher Genossenschafts-Verlag, Wiesbaden 1993.
- 1993: Polen nach dem Kommunismus. Steiner, Stuttgart, ISBN 3-515-06213-0.
- 1993/2001: Das Herzogtum Kurland 1561–1795. Verfassung, Wirtschaft, Gesellschaft. 2 Bände. Verlag Nordostdeutsches Kulturwerk, Lüneburg, ISBN 3-922296-72-6, ISBN 3-932267-33-8.
- 2001: Autoritäre Regime in Ostmittel- und Südosteuropa 1919–1944. Schöningh, Paderborn, ISBN 3-506-76186-2.
- 2004: mit Kristine Wohlfahrt: Riga. Porträt einer Vielvölkerstadt am Rande des Zarenreichs 1857–1914. Schöningh, Paderborn, ISBN 3-506-71738-3.
- 2008: mit Volker Keller als Mitherausgeber: Kurland. Vom polnisch-litauischen Lehnsherzogtum zur Russischen Provinz. Dokumente zur Verfassungsgeschichte 1561–1795. Schöningh, Paderborn, ISBN 978-3-506-76536-9.